# PLD (elektronika)
PLD (ang. programmable logic device) – układ elektroniczny o programowalnej strukturze.
Układ PLD może zostać zaprogramowany tak, aby działał jak dowolny układ cyfrowy. Ograniczeniem jest tylko wielkość jego zasobów, czyli liczba wewnętrznych elementów, które można zaprogramować. Układy programowalne nie są procesorami, ponieważ procesor to układ o stałej strukturze wewnętrznej, natomiast struktura bramek logicznych w układach PLD zależy od tego, jak zaprogramowany jest dany układ.
Najważniejsze typy układów PLD to:
- SPLD (układy PAL, PLE, PLA, GAL)
- CPLD
- FPGA

Strukturę układu PLD definiuje się zwykle za pomocą języka opisu sprzętu (HDL), między innymi: 
- ABEL
- AHDL
- Verilog
- VHDL
- CUPL
- PLDASM
- PALASM.